# جورج روبرتس (سياسي أسترالي)
جورج روبرتس (بالإنجليزية: George Roberts)‏ هو سياسي أسترالي، ولد في 2 فبراير 1913 في بانباري في أستراليا، وتوفي في 22 يوليو 1962 في برث في أستراليا. حزبياً، نشط في حزب أستراليا الليبرالي (شعبة أستراليا الغربية). وقد انتخب عضو الجمعية التشريعية لأستراليا الغربية.